# Верхний Суык-Су
 Верхний Суык-Су  (тат. Югары Суыксу) — село в Тукаевском районе Татарстана. Входит в состав Нижнесуыксинского сельского поселения.

## География
Находится на правом притоке реке Мелекеска, в 13 км к югу от города Набережные Челны.

## История
Известно с 1678 года под названием Ильтемирово. До 1860-х годов жители относились к сословию государственных крестьян. Занимались земледелием, разведением скота. 
В «Списке населенных мест по сведениям 1870 года», изданном в 1877 году, населённый пункт упомянут как деревня Верхние Суксы (Старые Суксы, Верхние Суок-Су) 4-го стана Мензелинского уезда Уфимской губернии. Располагалась при речке Суксинке, по правую сторону коммерческого тракта из Бугульмы в село Бетьки, в 55 верстах от уездного города Мензелинска и в 9 верстах от становой квартиры в селе Бережные Челны. В деревне, в 70 дворах жили 448 человек (216 мужчин и 232 женщины, татары), были мечеть, училище, ветряная мельница. Жители занимались земледелием, скотоводством.
По сведениям переписи 1897 года, в деревне Верхние Суксы Мензелинского уезда Уфимской губернии жили 640 человек (311 мужчин и 329 женщин), из них 638 мусульман.
В 1913 году здесь действовали мектеб для мальчиков и 2 мектеба для девочек. До 1920 года село входило в состав Бетькинской волости Мензелинского уезда Уфимской губернии. С 1920 года в составе Мензелинского, с 1922 — Челнинского кантонов ТАССР. С 10.08.1930 в Челнинском (с 20.04.1976 — Тукаевский) районе.

## Население
| 1795 | 1870 | 1897 | 1913 | 1920 | 1926 | 1938 | 1949 | 1958 | 1970 | 1979 | 1989 | 2000 |
| ---- | ---- | ---- | ---- | ---- | ---- | ---- | ---- | ---- | ---- | ---- | ---- | ---- |
| 88   | 448  | 640  | 871  | 887  | 622  | 692  | 526  | 425  | 478  | 323  | 215  | 250  |

Национальный состав села — татары.

## Экономика
Полеводство, молочное скотоводство. 

## Инфраструктура
Начальная школа, дом культуры.